# 디에고 로페스 로드리게스
디에고 로페스 로드리게스(스페인어: Diego López Rodríguez ˈdjeɣo ˈlopeθ[*], 1981년 11월 3일, 갈리시아 지방 파라델라 ~)는 스페인의 은퇴한 프로 축구 선수로, 골키퍼로 활약했다.
7년 동안 레알 마드리드와 계약하여 1군 외에도, 2군, 3군 경기에 출전한 그는 비야레알 소속으로 라 리가에서 이름을 날렸는데, 5시즌 동안 230번의 공식 경기에 출전했다. 2013년, 세비야에 짧은 기간 머무른 그는 레알 마드리드에 복귀했다.
로페스는 2009년 FIFA 컨페더레이션스컵에 스페인을 대표해 출전했다.

## 클럽 경력

### 레알 마드리드
로페스는 갈리시아 지방 루고 주 파라델라 출신이다. 인근의 루고의 유소년 아카데미를 졸업한 그는 불과 19세의 나이에 레알 마드리드에 입단했고, 이후 수도 연고의 다른 구단인 알코르콘으로 임대되었다가 자신의 두 번째 시즌에 레알 마드리드 2군에 승겼되었고, 시즌을 세군다 디비시온 승격으로 마쳤다.
로페스는 이어지는 라 리가 두 시즌 동안 이케르 카시야스의 1군 후보를 맡았다. 2005-06 시즌 말, 그는 오사수나 (카시야스의 퇴장으로 출전)와 라싱 산탄데르와의 원정 2연전에 출전해 승리에 일조했고, 1-2로 패한 올림피아코스와의 UEFA 챔피언스리그 조별 리그 경기에도 나왔다.

### 비야레알
2007년 6월 말, 로페스는 약 €6에 비야레알로 이적해, 시즌을 우루과이의 세바스티안 비에라의 후보 선수로 시작했지만, 코파 델 레이와 UEFA컵에서 우수한 활약을 계속해서 펼쳐 주전으로서의 기회가 주어져 시즌을 21경기 출장으로 마쳤다.
로페스는 2008-09 시즌 동안 꾸준히 출전해, 비야레알이 리그 5위를 차지하는 과정을 단 1분도 놓치지 않았다. 그 다음 시즌에도 똑같이 진행되었지만, 이 시즌은 7위를 차지해 다음 시즌 유럽대항전 진출이 좌절되었다. 그러나, 5위를 차지한 마요르카가 재정난으로 유럽대항전에 출전하지 못하게 되면서 발렌시아 지방 연고의 구단이 UEFA 유로파리그 예선전 진출 자격을 얻었다.
로페스는 2011-12 시즌에 리그 한 경기를 제외하고 모두 출전했는데, 그는 2-2로 비긴 세비야와의 안방 2라운드 경기에서 퇴장당했다. 결국 로페스는 출전한 경기에서 50골을 실점해 노란 잠수함 (El Submarino Amarillo) 이 12년만에 강등되었다.

### 세비야
2012년 5월 22일, 로페스는 €3.5M에 세비야와 5년 계약을 맺었다. 그는 세비야에서 안드레스 팔로프와 선발 자리를 공유했다.

### 레알 마드리드 복귀

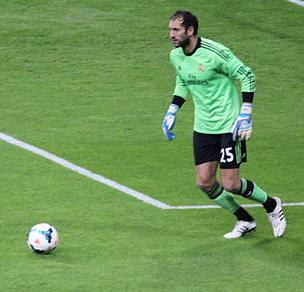
2013년, 레알 마드리드의 로페스

2013년 1월 25일, 로페스는 카시야스가 부상으로 12주간 빠지게 되자 €3.5M에 레알 마드리드로 복귀해 2017년 6월까지 머물게 되었다. 복귀 후, 그는 구단에 복귀하는 것을 늘 갈망했다고 밝혔다.
로페스의 복귀전은 2013년 1월 30일, 1-1로 비긴 바르셀로나와의 코파 델 레이 준결승전으로 안방에서 1-1로 비겼다. 3월 5일, 그는 수 차례 훌륭한 선방을 보여 마드리드가 맨체스터 유나이티드를 올드 트래퍼드에서 2-1로 이기고, 합계 3-2로 UEFA 챔피언스리그 8강에 오르게 했다. 경기 후, 주제 모리뉴 감독은: "디에고 로페스는 선수단에서 가장 훌륭한 활약을 펼친 선수였다"라고 칭찬했다. 그는 카시야스가 부상에서 복귀하고도 시즌 말까지 자신의 자리를 지켰다.
로페스는 그 다음 시즌에도 카를로 안첼로티가 모리뉴를 대신하고도 자리를 지켰다. 대신, 카시야스가 UEFA 챔피언스리그와 코파 델 레이 경기 출전을 담당했다.

### 밀란
2014년 8월 13일, 레알 마드리드와 밀란은 로페스의 이적을 두고 합의를 보았다. 그는 8월 31일, 세리에 A 시즌 첫 경기에서 공식 경기에 처음으로 나갔고, 안토니오 칸드레바의 막판 페널티킥을 막아내 라치오전 3-1 승리에 일조했다. 9월 14일, 그는 파르마전에서 오른쪽 허벅지 부상을 당해 거의 1달 간 출전하지 못했다.
2015-16 시즌, 초반 3경기에서 무승의 부진을 보이자, 시니샤 미하일로비치 감독은 로페스를 후보로 떨구고, 16세의 신예 잔루이지 돈나룸마에게 골문을 맡겼다. 2016년 8월 31일, 그는 한 시즌 동안 에스파뇰로 임대되었다.

## 국가대표팀 경력
3번째 골키퍼로서, 로페스는 2009년 3월 말부터 4월 초까지 치러질 터키와의 2010년 FIFA 월드컵 예선전을 앞두고 스페인 국가대표팀에 처음 차출되었다. 그는 비센테 델 보스케 감독에 의해 남아프리카 공화국에서 열린 2009년 FIFA 컨페더레이션스컵 명단에 이름을 올렸고, 똑같은 지위 (카시야스와 페페 레이나의 뒤를 이어) 로 대회에 참가했고, 단 한 경기도 출전하지 못했다.
로페스는 2009년 8월 12일, 3-2로 이긴 마케도니아와의 친선경기에서 레이나와 교체로 들어가 무실점으로 골문을 막았다.

## 플레이스타일
로페스는 조율 능력이 뛰어나며, 종합적인 능력을 지닌 수문장으로, 몸집이 크며, 운동 신경과 강력한 지도자로서의 자질과 공을 잡아내는 능력을 지녔는데, 이는 그가 날아오는 크로스를 잡아내는데 용이하게 한다. 빠른 반사 신경, 집중력, 그리고 훌륭한 위치 선정으로 그는 효율적으로 철벽 수비를 해내는 문지기 역할을 한다.
로페스는 특히 공을 제어하는 능력으로도 알려졌는데, 배급하고 상대의 움직입을 파악해내 재빠르게 막아낼 수 있다.

## 사생활
이리아 오테로와 2011년 6월 11일에 결혼한 로페스는 두 아이의 아버지이다.

## 클럽 통계
2015년 10월 18일 기준
| 클럽            | 시즌      | 리그              | 리그 | 리그 | 컵   | 컵 | 대륙 | 대륙 | 기타1 | 기타1 | 합계 | 합계 |
| 클럽            | 시즌      | 단계              | 출장 | 골   | 출장 | 골 | 출장 | 골   | 출장  | 골    | 출장 | 골   |
| --------------- | --------- | ----------------- | ---- | ---- | ---- | -- | ---- | ---- | ----- | ----- | ---- | ---- |
| 레알 마드리드 B | 2003–04   | 세군다 디비시온 B | 6    | 0    | —    | —  | —    | —    | —     | —     | 6    | 0    |
| 레알 마드리드 B | 2004–05   | 세군다 디비시온 B | 35   | 0    | —    | —  | —    | —    | —     | —     | 35   | 0    |
| 레알 마드리드 B | 합계      | 합계              | 41   | 0    | —    | —  | —    | —    | —     | —     | 41   | 0    |
| 레알 마드리드   | 2005–06   | 라 리가           | 2    | 0    | 3    | 0  | 1    | 0    | —     | —     | 6    | 0    |
| 레알 마드리드   | 2006–07   | 라 리가           | 0    | 0    | 4    | 0  | 1    | 0    | —     | —     | 5    | 0    |
| 레알 마드리드   | 합계      | 합계              | 2    | 0    | 7    | 0  | 2    | 0    | —     | —     | 11   | 0    |
| 비야레알        | 2007–08   | 라 리가           | 20   | 0    | 6    | 0  | 8    | 0    | —     | —     | 34   | 0    |
| 비야레알        | 2008–09   | 라 리가           | 38   | 0    | 0    | 0  | 9    | 0    | —     | —     | 47   | 0    |
| 비야레알        | 2009–10   | 라 리가           | 38   | 0    | 2    | 0  | 9    | 0    | —     | —     | 49   | 0    |
| 비야레알        | 2010–11   | 라 리가           | 38   | 0    | 2    | 0  | 15   | 0    | —     | —     | 55   | 0    |
| 비야레알        | 2011–12   | 라 리가           | 37   | 0    | 0    | 0  | 8    | 0    | —     | —     | 45   | 0    |
| 비야레알        | 합계      | 합계              | 171  | 0    | 4    | 0  | 41   | 0    | —     | —     | 216  | 0    |
| 세비야          | 2012–13   | 라 리가           | 8    | 0    | 3    | 0  | 0    | 0    | 0     | 0     | 11   | 0    |
| 세비야          | 합계      | 합계              | 8    | 0    | 3    | 0  | 0    | 0    | —     | —     | 11   | 0    |
| 레알 마드리드   | 2012–13   | 라 리가           | 16   | 0    | 3    | 0  | 6    | 0    | —     | —     | 25   | 0    |
| 레알 마드리드   | 2013–14   | 라 리가           | 36   | 0    | 0    | 0  | 1    | 0    | —     | —     | 37   | 0    |
| 레알 마드리드   | 합계      | 합계              | 52   | 0    | 3    | 0  | 7    | 0    | —     | —     | 62   | 0    |
| 밀란            | 2014–15   | 세리에 A          | 28   | 0    | 0    | 0  | —    | —    | —     | —     | 28   | 0    |
| 밀란            | 2015–16   | 세리에 A          | 8    | 0    | 1    | 0  | -    | -    | —     | —     | 9    | 0    |
| 밀란            | 합계      | 합계              | 36   | 0    | 1    | 0  | —    | —    | —     | —     | 37   | 0    |
| 경력 합계       | 경력 합계 | 경력 합계         | 305  | 0    | 23   | 0  | 58   | 0    | 0     | 0     | 387  | 0    |

 1 수페르코파 데 에스파냐, UEFA 슈퍼컵, 및 FIFA 클럽 월드컵 경기 포함.

## 수상

### 클럽
레알 마드리드
- 라 리가: 2006–07
- 코파 델 레이: 2013–14
- UEFA 챔피언스리그: 2013–14

### 국가대표팀
- FIFA 컨페더레이션스컵 3위: 2009